# 不死鳥のタマゴ
不死鳥のタマゴ（フェニックスの-）は、日本の漫画作品。著者は紫堂恭子。月刊ASUKA2005年3月号から2006年7月号まで連載されていた。コミックスは全3巻が出版されている。

## あらすじ
8年も続いた旧王党派と新政府の内戦の終焉後、戦争の影響で他所者を嫌う旧王党派の土地である田舎町エルダーに保安隊として着任してきたクリスは、寒いある朝に、ある日クリスは、生ゴミの袋の中に入っていた不死鳥のちゅんを拾うのだった。 見た目はただの鳥であるちゅんだが、自分は成長すると不死鳥になると言い出した。
クリスがエルダーに志願してまで赴任して来たそもそもの理由は戦場で傷ついた自分を救ってくれた人を探すためである。そして彼は図書館の司書セインに、そのイメージを重ねる。一方、セインに淡い恋心を抱く16歳の美少女キャロルは、ある誤解からクリスとセインの仲を疑う。そんな中、ちゅんと知り合いのコウモリのようなダイモン・ちちちやクリスに惚れているゴブリンの女性・ゴブ子も姿を現し、クリスの受難の日々は続いていく。
ちゅんとちちちの悪戯は止まることを知らず、キャロルには事あるごとにぶたれ、ゴブ子からは魔術じみたラブコールを送られ、クリスは愛されているのか呪われているのかわからない状況に辟易する。そんな騒ぎの中、ふと、この町に来た本当の理由を思い出したクリスは、もっと真剣に恩人捜しをしようと決意を新たにする。だが、そんなクリスに黒い影が付き纏いはじめる。

## 登場人物
クリス/クリストファー（Chris/Christopher）
本作の主人公でもと新政府の軍人。内戦最後の決戦地となったカルドランで崖から落ちて怪我したところを‘誰か’に助けられる。その命の恩人がクリスの手のひらに「エルダーの出身」と指文字で教えてくれたことから、エルダーに赴いて恩人を探したいと思っていた。不死鳥のちゅんを拾ってしまったことから、非常に苦労の絶えない生活が始まった。
ちゅん
クリスに拾われた不死鳥。手のひらサイズで、「～だっちゅん」が口癖。ひょうきんでマイペースな性格。たまに身体からラブ・ビームを発する。
ちちち
ちゅんの友人という、人間の血を吸うこうもりみたいな姿をしたダイモン。当初はクリスとちゅんといたが、後にヒューの元で暮らすことになる。
ゴブ子（ゴブこ）
ちゅんとちちちの知り合いのゴブリンの魔女。乙女チックな性格。クリスに惚れており、あの手この手で彼を自分のものにしようとする。
ヒュー（Hugh）
エルダーの出身で、内戦ではクリスと戦う立場の旧王党派だった。戦いが終わって故郷に戻ってきたのに元の暮らしにしっくりなじめずにいる。クリスによくからみ、当初は喧嘩もしていたが、後にクリスとは友人の仲になる。ちちちの「ありのままの姿で生きていくことは難しい」の台詞に共感を抱いたのか、ちちちの宿主になることを承諾する。
祖母はアリスン（Allison）70歳・2207年生まれ（ただしすでに亡くなっている）で、ヒューは2252年生まれ。
セイン（Thane）
エルダーの、盲目の図書館司書でヒューとは昔からの友人。華奢な背格好で、性格も穏やか。クリスが自分の命の恩人ではないかと疑った。
13歳に失明し、以来7年間街から出たことがない。
キャロル（Carroll）
エルダーの街に住む可憐な少女。セインが好きで、ボランティアとしてセインに本読みをしている。クリスに対して彼がうっかり怪我をした際、セインに想いをよせており、そのかなわぬ恋に自殺未遂を図ったという誤解を抱いており、彼に嫉妬している。

## 出版情報
- 不死鳥のタマゴ (1)  （2005年8月） ISBN 978-4048538732
- 不死鳥のタマゴ (2)  （2005年12月） ISBN 978-4048539227
- 不死鳥のタマゴ (3)  （2006年8月） ISBN 978-4048539814